# ルカーシュ・ヘイダ
ルカーシュ・ヘイダ（Lukáš Hejda、1990年3月9日 - ）は、チェコ (旧チェコスロバキア)・ビーロヴェツ出身のサッカー選手。FCヴィクトリア・プルゼニ所属。ポジションはDF。元チェコ代表。

## クラブ経歴
ACスパルタ・プラハの下部組織を経て、2009年11月21日、FCスロヴァン・リベレツとのリーグ戦でトップチームデビュー。デビュー後の2010-11シーズンと2011-12シーズンはそれぞれFKバウミト・ヤブロネツと1. FKプシーブラムにレンタル移籍をした。
2012年7月12日、FCヴィクトリア・プルゼニに完全移籍をした。2013-14シーズンの9月17日、マンチェスター・シティFC戦に出場したことでUEFAチャンピオンズリーグデビューを果たした。

## 代表経歴
2014年6月3日、オーストリア代表との親善試合にてチェコ代表デビューを飾った。